# 卡內魯將軍鎮 (馬托格羅索州)
卡内鲁将军镇是巴西马托格罗索州的一个市镇。总面积3721.078平方公里，总人口4803人，人口密度1.3人/平方公里。